# 玉皇山 (河南)
玉皇山位于河南省三门峡市卢氏县狮子坪乡淇河林场，属伏牛山山系。集国家森林公园和风景区于一体。其最高峰玉皇尖海拔2057.9米，玉皇山有长岭根、大块地、扁担沟和骑马沟四个景点。玉皇山的森林覆盖率为98%，保存着大面积的原始森林。闯王李自成曾以玉皇山为根据地，在此操兵练马。